# Līvli

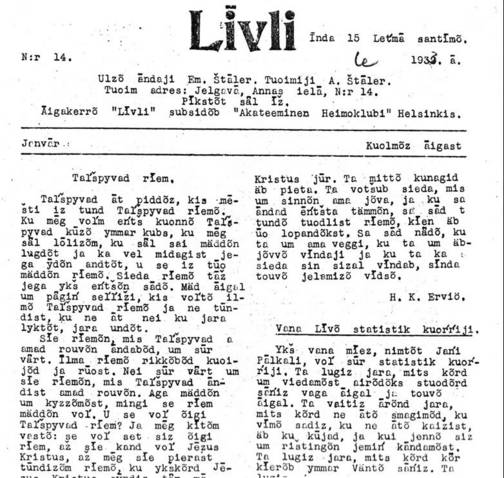
Газета Līvli — первая полоса. 1933

Līvli («Ли́вли»; лив. «Ливонец») — ливская ежемесячная газета, издаваемая в Латвии. Старейшая ливская газета и одна из самых старых латвийских газет. 
Первый номер был выпущен в 1931 году тиражом в 500 экземпляров, редактором был Андрей Шталерс. С 1933 по 1939 годы главным редактором был Карлис Сталте. Издание прекращено в 1939 г. в связи с началом 2-й мировой войны.
В 1992 году стало выходить периодическое издание с тем же названием, но на латышском языке. До 2006 года вышло более 70 номеров.
Газета Līvli является наследием ливской культуры. В издании публиковались многие известные ливские поэты и писатели.